# アバ＝ノヴァク・ヴィルモス
アバ＝ノヴァク・ヴィルモスとして知られるノヴァク・ヴィルモス（Aba-Novák Vilmos、本名: Novák Vilmos、1894年3月15日 – 1941年9月29日）はハンガリーの画家である。表現主義とイタリアの古典回帰の運動、「ノヴェチェント（1900年代様式）」から影響を受けたとされる。市場やサーカスの情景を多く描いた。

## 略歴
ブダペストで鉄道技師の息子に生まれた。1912年から1914年の間、ブダペストの美術学校で学んだ。第一次世界大戦が始まり、兵士として出征し腕を負傷した。1918年から姓に「アバ」を付けて活動するようになった。ホローシ・シモンらのミュンヘンで新しい美術を学んできたハンガリーの画家たちが芸術家村を作っていたソルノクやナジバーニャ(Nagybánya:現在のルーマニアのバヤ・マレ)で1921年から1923年の間、活動した。この時代は写実的なスタイルの作品を描いていた。
1928年から1930年まで、奨学金を得てローマに滞在した。1920年代にローマで学んだハンガリーの画家、パーコ・カーロイ(Patkó Károly: 1895-1941)やコーブ・エルジェーベト(Korb Erzsébet:1899-1925)とともに「ローマ派」の画家として論じられることがある。壁画も制作し、パンノンハルマの大修道院の一千周年の記念建造物などの壁画も制作した 。
1930年から1938年にかけて、最も評価の高い作品を描いた。表現主義や自然主義的なディテール、キュービスムの影響なども取り入れて独自のスタイルを開いた。風景画や風俗画、肖像画も描き、市場や農民の喧騒を描くのを好んだ。
彼は1937年のパリ万国博覧会の展覧会や1940年のヴェネツィア・ビエンナーレで入賞した。1939年からにブダペストの美術学校で教えはじめたが1940年に病気になり、翌年没した。46歳であった。

## 作品

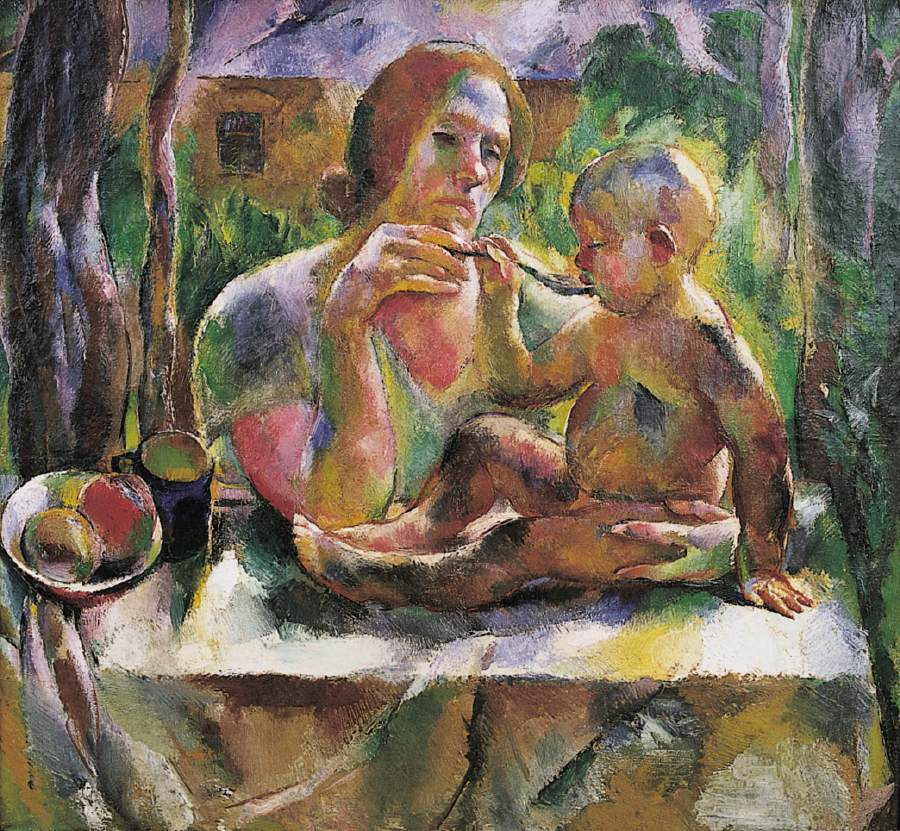
夏の庭園のお茶 (1926)
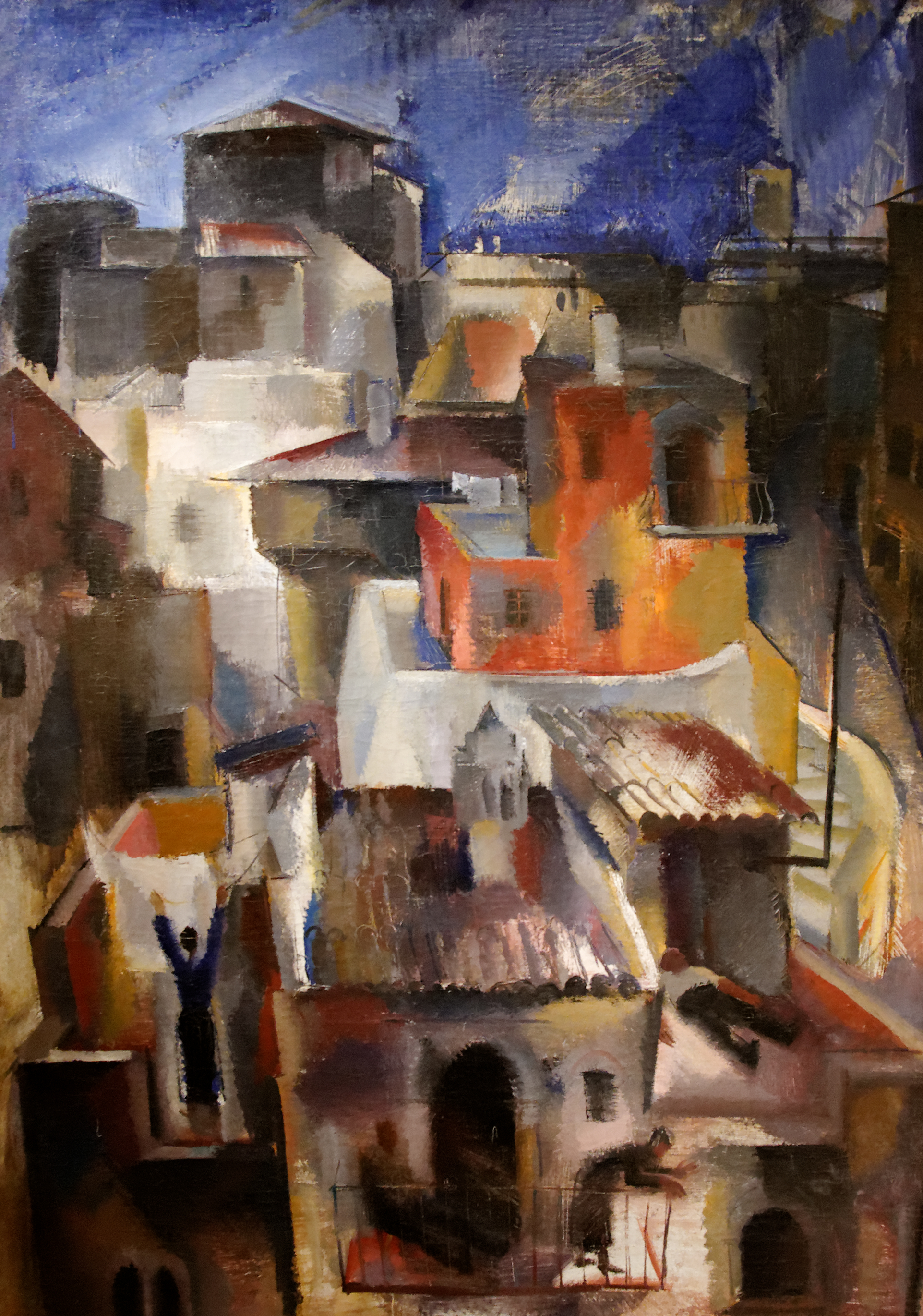
イタリアの街 (1929)
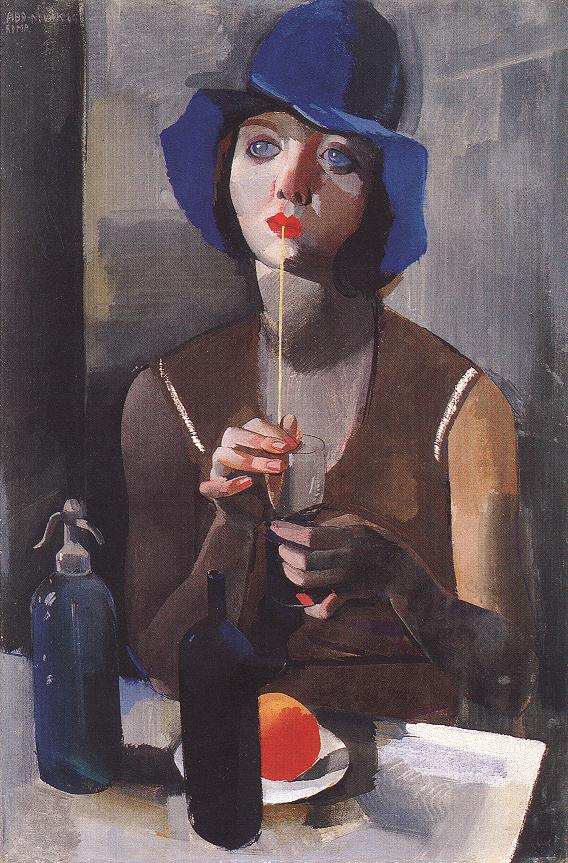
ローラ (1929)
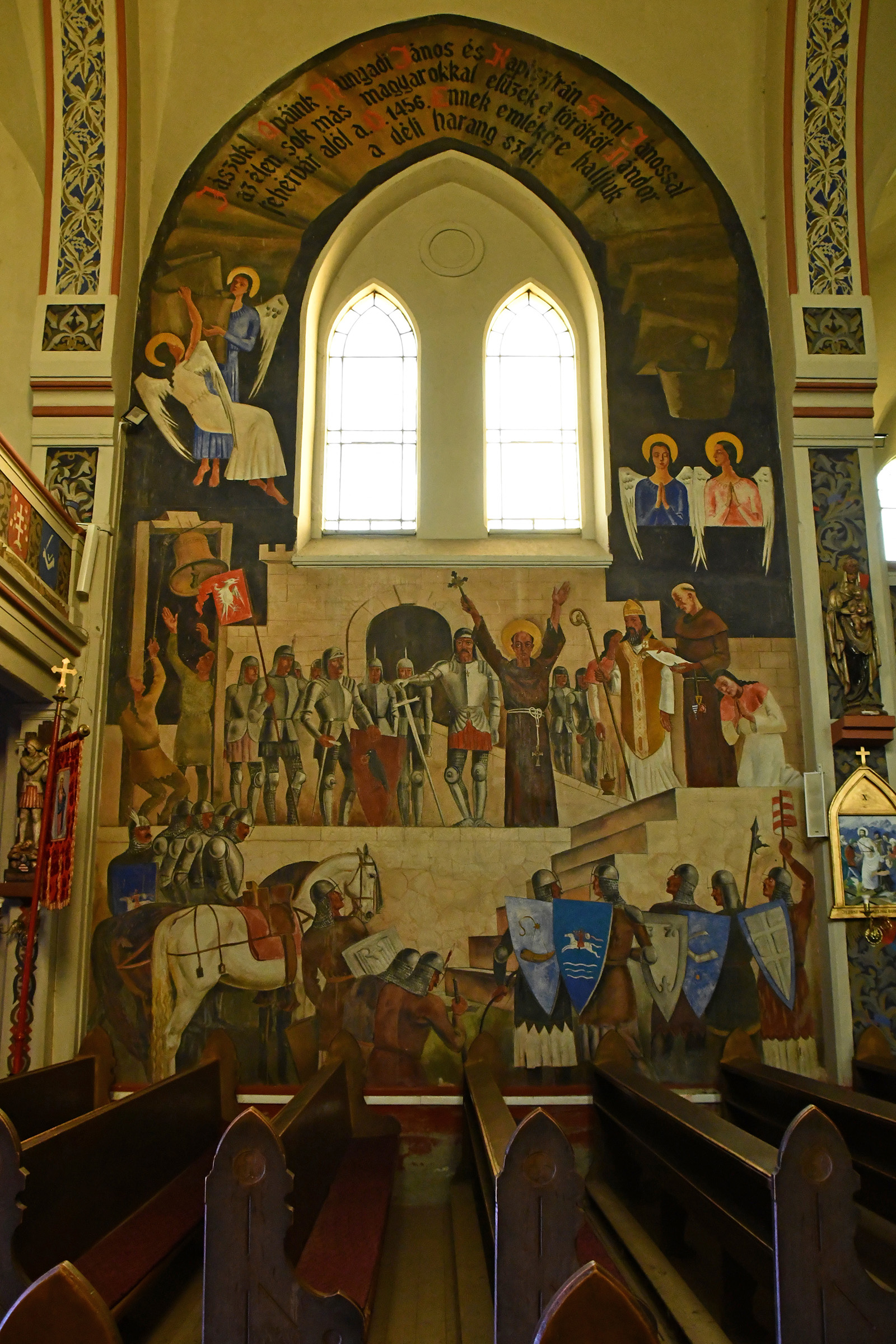
アバ＝ノヴァクによる教会装飾画

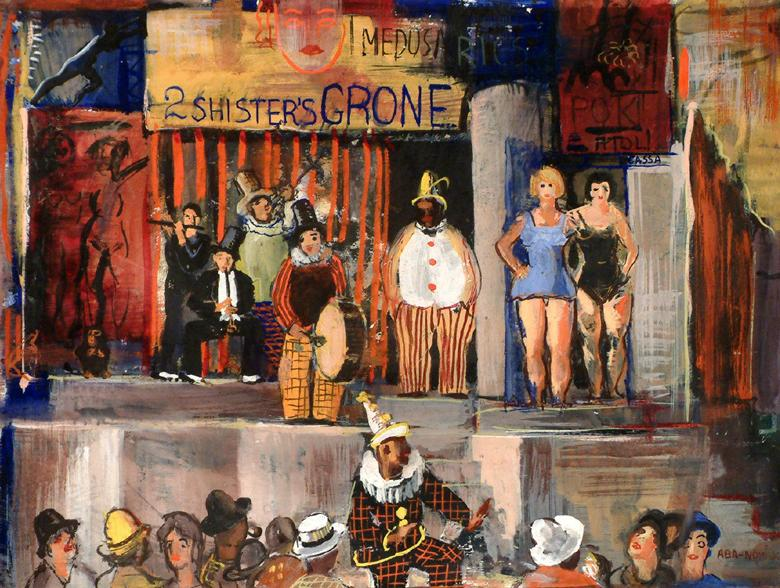
劇場 (ca. 1930)
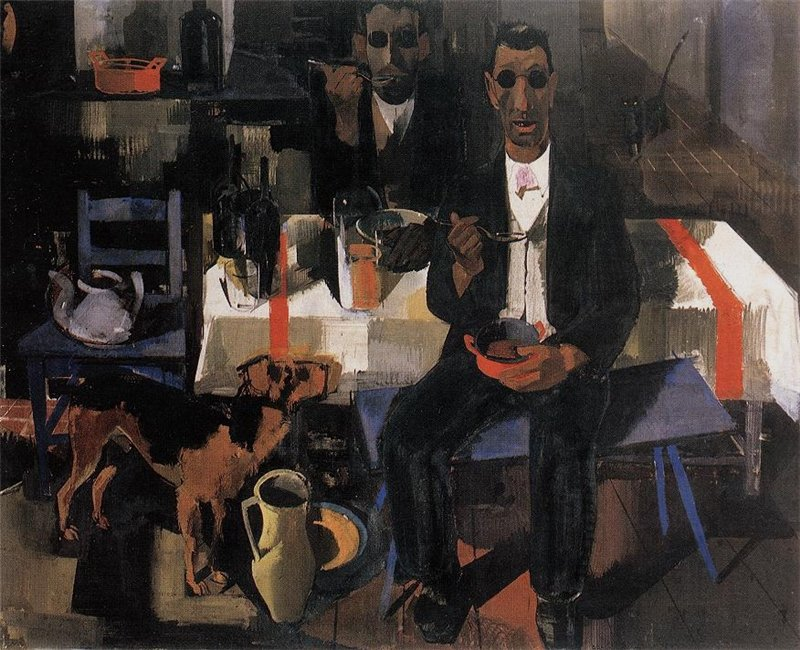
盲目の音楽家 (1932)
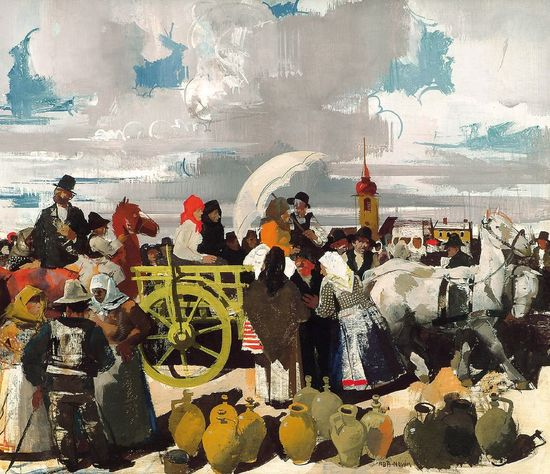
ソルノクの市場 (1935)